# Along Came Jones
Along Came Jones (bra: Tudo por uma Mulher, ou Sendas Agrestes; prt: Aí Vem Ele! (O Cavaleiro sem Medo)) é um filme estadunidense de 1945, dos gêneros faroeste e comédia, dirigido por Stuart Heisler para a RKO Pictures, com roteiro de Nunnally Johnson baseado no romance The Useless Cowboy, de Alan Le May.

## Elenco
- Gary Cooper...Melody Jones
- Loretta Young...Cherry de Longpre
- William Demarest...George Fury
- Dan Duryea...Monte Jarrad
- Frank Sully...Avery de Longpre
- Don Costello...Leo Gledhill
- Walter Sande...Ira Waggoner
- Russell Simpson...Pop de Longpre
- Arthur Loft...xerife
- Willard Robertson...Luke Packard
- Ray Teal...Kriendler
- Lane Chandler...Boone

## Sinopse
Confundido com um terrível facínora, caubói medroso contará justamente com a ajuda da namorada do bandido para escapar a seus perseguidores.

## Adaptação radiofônica
Along Came Jones foi apresentado em This Is Hollywood em 26 de dezembro de 1946. Janet Blair e Joel McCrea foram as estrelas do programa.